# Yoko Ono

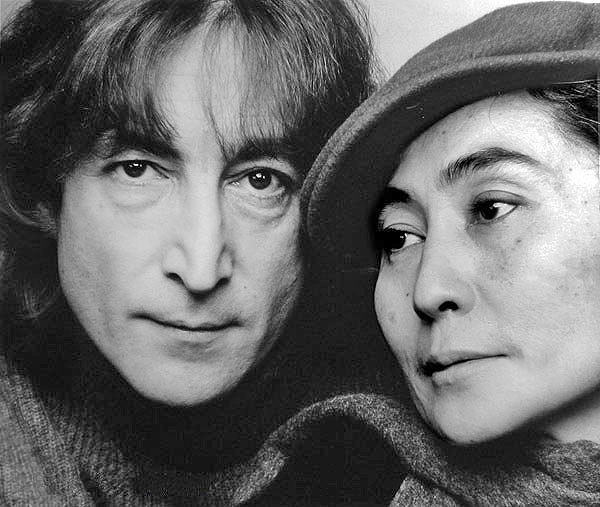
Lennon és Ono 1980-ban

Yoko Ono Lennon (szül. 小野 洋子 Ono Yōko, Tokió, 1933. február 18. –) Grammy- és Primetime Emmy-díjas japán képzőművész, zenész, dalszerző. Akkor tett szert nemzetközi hírnévre, amikor házasságot kötött John Lennon brit művésszel. Jelenleg New Yorkban él.
Bár kandzsival is le lehet írni a nevét, a japán sajtóban és a lemezeken általában katakanával írják ki (ヨーコ・オノ Yōko Ono)

## Élete
1952-ben költözött Tokióból New Yorkba, ahol 1953-ban végzett a Sarah Lawrence College-ban. 1954-től a New York-i avantgárd művészeti életben mint képzőművész tevékenykedett. Elsősorban performanszairól volt ismert. Mint zenész, dalszerző első saját szerzeménye 1955-ben jelent meg. 1966-ban a londoni Indica Galériában rendezett képzőművészeti kiállításán ismerkedett meg az oda – még a megnyitás előtt – betérő John Lennonnal, aki maga is foglalkozott képzőművészettel. Nagy hatást gyakoroltak alkotásai az akkor már világhírű művészre, akivel később képzőművészeti alkotásaikból közös kiállítást is rendeztek. 1969-től lemezeken, koncerteken, béketüntetéseken szerepeltek együtt. 1970-ben költöztek New Yorkba. Lennon 1980-as halálát követően Havadtőy Sámuel magyar származású művésszel élt élettársi kapcsolatban több mint húsz éven keresztül. A magyar kapcsolat révén többször is járt Magyarországon, alkotásaiból adományozott a magyarországi Ludwig Múzeumnak.

## Lemezei

### Nagylemezei
- Unfinished Music No.1: Two Virgins [*] (1968)
- Unfinished Music No.2: Life with the Lions [*] (1969)
- Wedding Album [*] (1969)
- Live Peace in Toronto 1969 [*] (1969) #10 (A Plastic Ono Band zeneszáma)
- Yoko Ono/Plastic Ono Band (1970) #182
- Fly (1971) #199
- Some Time in New York City [*] (1972) #48
- Approximately Infinite Universe (1972) #193
- Feeling the Space (1973)
- A Story (1974) (Csak 1997-ben adták ki)
- Double Fantasy [*] (1980) #1
- Season of Glass (1981) #49
- It's Alright (I See Rainbows) (1982) #98
- Every Man Has a Woman (1984) (Yoko Ono 50 éves születésnapját köszönti számos művész)
- Milk and Honey [*] (1984) #11
- Starpeace (1985)
- Onobox (1992) (Yoko teljes karrierjét átölelő összeállítás)
- Walking on Thin Ice (1992)
- New York Rock (1994) (Yoko maga nem szerepel az albumon. Az album egy Broadway musical zenei anyaga, melyen Yoko dalai hangzanak el.)
- Rising (1995)
- Rising Mixes (1996)
- Blueprint for a Sunrise (2001)
- Yes, I'm a Witch (2007)
- Open Your Box (2007)
- Don't Stop Me! EP (2009)
- Between My Head and the Sky (2009)
- Yokokimthurston - Yoko Ono / Thurston Moore / Kim Gordon (2012)

### Szólóban
- Yoko Ono/Plastic on Band (1970)
- Fly (1971)
- Approximately Infinite Universe (1973)
- Feeling the Space (1973)
- Seasons of Glass (1981)
- It's Alright! (1982)
- Yoko Ono Plastic Ono Band - Between My Head & The Sky (2009)
- Warzone (2018)